# Dmitri Pavlov
Dmitri Grigorjevitsj Pavlov (Russisch: Дми́трий Григо́рьевич Па́влов) (Pavlovo (gouvernement Kostroma), 23 oktober 1897 – Moskou, 22 juli 1941) was een generaal van de Sovjet-Unie, die gefusilleerd werd nadat hij de Slag om Białystok-Minsk in de Tweede Wereldoorlog verloren had.
Pavlov vocht in de Eerste Wereldoorlog en in de Russische Burgeroorlog. Vanaf 1919 diende hij in het Rode Leger. Hij studeerde in 1928 af aan de Froenze-academie. Hij werd bevelhebber van verschillende gemechaniseerde eenheden en van cavalerie. In 1936 en 1937 vocht hij onder de schuilnaam Pablo met een brigade Sovjettanks in de Spaanse Burgeroorlog met de republikeinen. Hiervoor werd hij Held van de Sovjet-Unie. Bij zijn terugkeer werd hij hoofd van de tanks. Hij vocht in de Winteroorlog en in de Sovjet-Japanse Grensoorlog.
In 1940 werd Pavlov bevelhebber in Wit-Rusland. Toen Duitsland de Sovjet-Unie aanviel in juni 1941 met Operatie Barbarossa was hij bevelhebber van het Westelijk Front. Op 22 februari kreeg hij de nieuwe rang van legergeneraal, een rang lager dan maarschalk van de Sovjet-Unie.
Hij leed een zware nederlaag in de Slag om Białystok-Minsk, werd op 30 juni van zijn commando ontheven, gearresteerd en voor de krijgsraad in Moskou gesleept.
De aanklacht tegen hem en zijn stafchef Klimovskich luidde:
Als deelnemers aan een samenzwering tegen de Sovjet-Unie, verraad aan de belangen van het vaderland, breken van de gezworen eed, schade aan het Rode leger, misdaden volgens artikels 58-1b, 58-11 van het strafwetboek van de USSR; Het onderzoek heeft uitgewezen dat de beklaagden Pavlov en Klimovskich, de eerste bevelhebber van het Westelijk Front en de tweede stafchef van hetzelfde Front, tijdens de uitbraak van de vijandelijkheden met de Duitse strijdkrachten tegen de Sovjet-Unie, lafheid getoond hebben, machtsmisbruik, wanbeleid, de instorting van de bevelstructuur hebben toegelaten, wapens in handen van de vijand gelaten hebben zonder vechten, bewust militaire stellingen verlaten hebben, de meest wanordelijke verdediging van het land, en de vijand mogelijk gemaakt hebben door het front van het Rode Leger te breken.
Pavlov en zijn ondergeschikten werden op 22 juli 1941 beschuldigd van plichtsverzuim in plaats van verraad en op dezelfde dag ter dood veroordeeld. Pavlovs bezittingen werden aangeslagen, zijn rang werd afgenomen en hij werd door de NKVD gefusilleerd op een stortplaats bij Moskou. Zijn ouders, echtgenote, zoon en schoonmoeder werden tot vijf jaar gevangenisstraf veroordeeld.
Doodvonnissen werden ook voltrokken voor
- stafchef generaal-majoor B. E. Klimovskich,
- hoofd van de transmissietroepen generaal-majoor A. T. Grigorjev,
- hoofd van de artillerie luitenant-generaal A. Klich,
- plaatsvervangend luchtmacht commandant voor het westelijk front generaal-majoor A. I. Tajoerski, wiens chef I. I. Kopets al zelfmoord gepleegd had.[5]

De bevelhebber van het 14e gemechaniseerd korps generaal-majoor Stepan Oborin werd op 8 juli gearresteerd en gefusilleerd.
De bevelhebber van het 4e leger, generaal-majoor A. A. Korobkov werd op 8 juli ontslagen, op 9 juli gearresteerd en op 22 juli gefusilleerd.
De plaatsvervanger van Pavlov, luitenant-generaal Ivan Boldin overleefde 45 dagen achter de Duitse linies en leidde op 10 augustus 1650 man naar de Sovjetlinie te Smolensk. Stavka dagorder 270 prees de divisie van Boldin.
Pavlov en de andere bevelhebbers van het westelijk front werden op 31 juli 1957 onder het bewind van Nikita Chroesjtsjov postuum in ere hersteld.

## Onderscheidingen
- Held van de Sovjet-Unie (nr. 30)[1]op 21 juni 1937
- Leninorde[1] in 1936, 1937, 1940
- Orde van de Rode Banier[1] in 1930, 1937
- Jubileummedaille voor de 20e verjaardag van het Rode Leger[1]